# Forêts des Comores
Localisation
Les forêts des Comores forment une écorégion terrestre définie par le WWF au Comores et à Mayotte (France). Elle fait partie de l'écozone afrotropicale et du biome des forêts décidues humides tropicales et subtropicales. 